# Max von Schlebrügge
Max von Schlebrügge est un footballeur suédois, né le 1er février 1977 à Solna. Il évolue au poste de défenseur central. 
Il fait partie de l'équipe nationale suédoise.

## Palmarès
RSC Anderlecht
- Champion de Belgique (1) : 2007

 Brøndby IF
- Vainqueur de la Coupe du Danemark (1) : 2008

## Famille et vie privée
Il est le cousin de l'actrice Uma Thurman.